# 奈杰尔·默里
奈杰尔·默里（英語：Nigel Murray，1964年5月22日—），英国男子硬地滚球运动员。他曾代表英国参加2000年、2004年、2008年和2012年夏季残疾人奥林匹克运动会硬地滚球比赛，获得二枚金牌、一枚银牌和一枚铜牌。